# Pulykaorrú keserűfű
A pulykaorrú keserűfű (Persicaria orientalis) a keserűfűfélék (Polygonaceae) családjába tartozó növényfaj. Mivel széles körben kultiválják, és a világ sok részén el is vadult, eredeti elterjedése bizonytalan. Elterjedési területe Banglades, Bhután, India, Indonézia, Japán, Korea, Mianmar, Fülöp-szigetek, Oroszország távol-keleti részei, Srí Lanka, Thaiföld, Vietnám; Délnyugat-Ázsia, Ausztrália, Európa.
Ház körül, az út szélén, parlagon hagyott területeken fordul elő, 3000 méteres tszf.-ig.
Kerti virágnak is ültetik. Egyéb megnevezései: ékes keserűfű, karmazsinvirág, ősziboroszlány, pókamérge, pulykaorr, vörös gyöngyvirág.

## Jellemzői
Egyéves növény, másfél-két esetenként három méteresre is megnő. Levelei hosszúkásak (20 cm), szíves alakúak. A szárat pálhakürtő öleli. A virágok színe rózsaszíntől a lilásig terjed, esetleg fehér; kissé lehajló, 2–8 cm hosszú füzérvirágzatban állnak. Kromoszómaszáma 2n=22.

## Galéria
|  |  |  |